# Игнатенко, Анна Георгиевна
Анна Георгиевна Игнатенко (11 ноября 1924 — 16 февраля 2008) — советская и украинская писательница, литературовед, переводчик (с белорусского), педагог, член Национального союза писателей Украины (с 1982 года).

## Биография
Родилась в семье служащих (отец — бухгалтер, мать — учительница). Детство прошло в районе Кустовцы. Первое её стихотворение было напечатано в областной газете «Деснянская правда», когда она училась в пятом классе. В 1940 году, окончив прилуцкую СШ № 4 поступила на филологический факультет КГУ им. Т. Шевченко.
В период Великой Отечественной войны Игнатенко добровольно пошла в армию — с 1941 по 1943 год выступала перед бойцами как солистка ансамбля песни и танца 180-й стрелковой Киевской дивизии.
Образование в Киевском университете продолжила в 1944—1947 годах, одновременно училась в консерватории. В начале 50-х годов, будучи без собственного жилья в Киеве, некоторое время квартировала в семье Тараса Франко. Первые произведения писательницы начали печататься в 1948 году.
В Киеве присоединилась к патриотическому кружку «Казацкий Кош», где познакомилась с химиком Андреем Голубом, журналистом Матвеем Шестопалом, географом Михаилом Щербанем и другими.
После окончания университета Игнатенко работала в украинском радиокомитете в должности редактора литературно-драмататического вещания, в 1950—1952 годах — в издательстве «Молодёжь», в 1955—1962 годах — в Гослитиздате УССР, а также журнале «Дніпро». В 1956 году защитила диссертацию на учёную степень кандидата наук. В 1962—1969 годах Игнатенко работала преподавателем Киевского университета, откуда ей пришлось уволиться под давлением органов КГБ. Впоследствии до 1982 года преподавала курс литературы народов СССР в Киевском государственном институте культуры им. Корнейчука, с тех пор — на творческой работе, член НСПУ.
Игнатенко принадлежала к кругам диссидентской украинской интеллигенции, которая находилась под идеологическим давлением. Она участвовала в культурно-политических акциях шестидесятников, в работе клуба творческой молодёжи, читала и распространяла документы самиздата.
Со студенческих лет Анна Игнатенко писала стихи и прозаические произведения, время от времени публиковалась в журналах «Дніпро», «Утро», «Вітчизна», «Октябрь», «Советское литературоведение». Шесть книг с наиболее представительными подборками её поэтических и прозаических произведений вышли уже во времена независимости. В последнюю посмертную книгу (2009) вошла повесть мемуарного характера «Сполохи лет». В ней она ярко изображает людей и события с конца 40-х до середины 60-х годов прошлого века. Через своих героев Игнатенко раскрывала атмосферу послевоенного времени и «хрущёвской оттепели», историю шестидесятников.
В её переводе вышли роман Берды Карбабаева «Небит-Даг» (в соавторстве с М. Лещенко, 1968) и «Хатынская повесть» Алеся Адамовича (1973).
Награждена орденами Отечественной войны II ст (1992), «За мужество» (1999) и медалями.
Скончалась 16 февраля 2008 года. Похоронена 23 февраля на Зверинецком кладбище у могилы матери.

## Работы
- Поезія Аркадія Куляшова. К.: Радянський письменник. 1962.
- Студенти: повісті. К.: Молодь. 1972.
- Іскри вогню великого. К.: Дніпро. 1975.
- Кіндрат Рилєєв: біографічна повість. К.: Молодь. 1979.
- На дні мого серця: повісті, новели, образки. К.: Радянський письменник 1984.
- Володимир Короленко: біографічна повість. К.: Молодь. 1986.
- А вода по каменю: поезії. К.: Український письменник. 1994.
- І що снилось-говорилось. К. 1999.
- Високий замок: поезії. К. 1999.
- На дні мого серця: вибране. К.: Молодь. 2003.
- У пісню душу переллю…: поезії 1985—2005 рр. К.: Молодь. 2007.
- Сполохи літ: вибране. К.: Молодь. 2009.
- Без страху і догани [спогади про М. Лукаша] // Наш Лукаш: спогади у 2-х книгах. Книга 1. К.: Видавничий дім «Києво-Могилянська академія». 2009. С. 160—174.